# Fußball-Weltmeisterschaft 1934/Qualifikation
Dieser Artikel behandelt die Qualifikation für die Fußball-Weltmeisterschaft 1934 in Italien.

## Übersicht

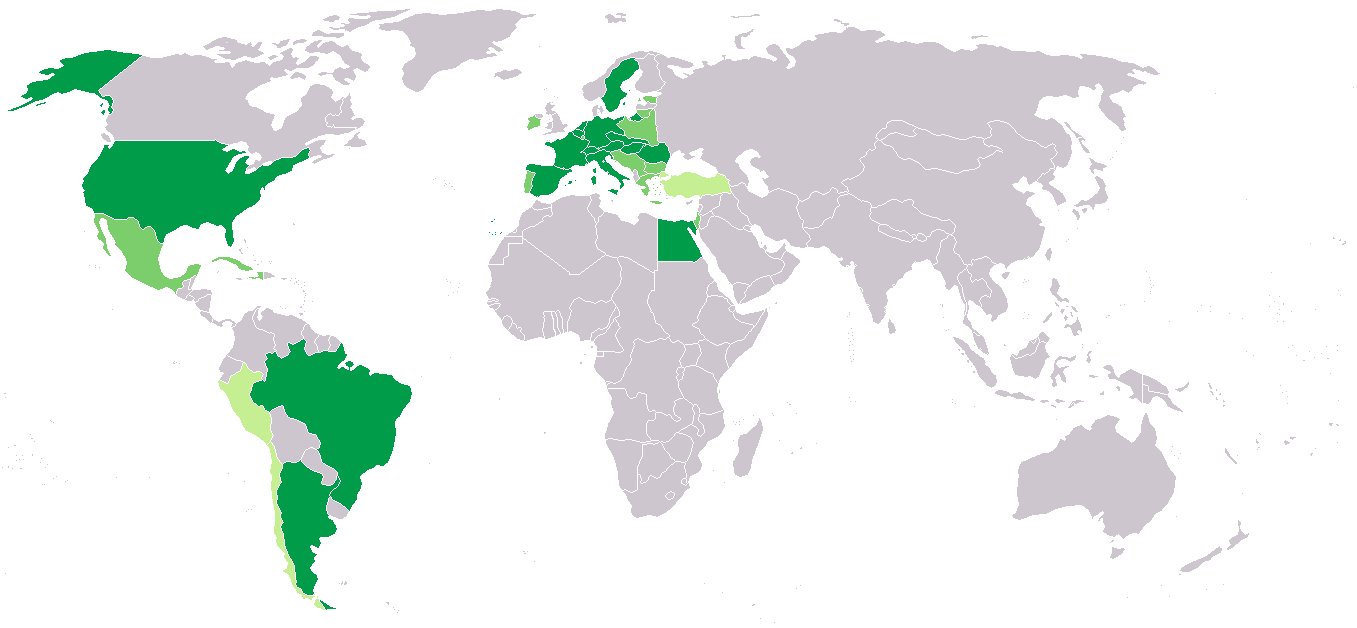
Teilnehmer der Qualifikation zur WM 1934

Für die Fußball-Weltmeisterschaft 1934 in Italien hatten insgesamt 32 Mannschaften gemeldet, darunter
- 21 Mannschaften aus Europa
- 4 Mannschaften aus Südamerika
- 4 Mannschaften aus Nord- und Mittelamerika
- 1 Mannschaft aus Afrika
- 2 Mannschaften aus Asien

Drei Nationen zogen freiwillig zurück, was zur Folge hatte, dass letztlich nur 29 Mannschaften an den Ausscheidungsspielen teilnahmen. Der Gastgeber der Weltmeisterschaft, Italien, hatte für die Endrunde keinen fixen Startplatz und ging daher in die Qualifikation; der Weltmeister Uruguay nahm an der WM nicht teil.
Die 16 WM-Endrundenplätze wurden wie folgt verteilt:
| 12 an Europa                 | Schweden           | Spanien          | Königreich Italien | Ungarn     |
|                              | Österreich         | Tschechoslowakei | Schweiz            | Rumänien   |
|                              | Niederlande        | Belgien          | Deutsches Reich    | Frankreich |
| 2 an Südamerika              | Brasilien          | Argentinien      |                    |            |
| 1 an Nord- und Mittelamerika | Vereinigte Staaten |                  |                    |            |
| 1 an Afrika und Asien        | Ägypten            |                  |                    |            |

## Europa
Die 21 europäischen Mannschaften wurden in insgesamt acht Gruppen aufgeteilt, darunter fünf Dreiergruppen und drei Zweiergruppen. Aus den Dreiergruppen qualifizierten sich, mit Ausnahme der Gruppe 1, jeweils die beiden besten Mannschaften. Bei den Zweiergruppen erreichte jeweils der Sieger aus Hin- und Rückspiel die WM-Endrunde.

### Gruppe 1
Schweden bestritt gegen Estland und Litauen jeweils nur das Hinspiel, die beide gewonnen werden konnten. Die Rückspiele wurden mit jeweils 2:0 als Sieg für Schweden gewertet, die Spiele zwischen Estland und Litauen wurden ersatzlos gestrichen.
| Pl. | Land     | Sp. | S | U | N | Tore    | Diff. | Punkte |
| --- | -------- | --- | - | - | - | ------- | ----- | ------ |
| 1.  | Schweden | 4   | 4 | 0 | 0 | 012:200 | +10   | 08:0   |
| 2.  | Litauen  | 2   | 0 | 0 | 2 | 000:400 | −4    | 0:40   |
| 3.  | Estland  | 2   | 0 | 0 | 2 | 002:800 | −6    | 0:40   |

Spielergebnisse:
| 11.06.1933 | Stockholm | Schweden | – | Estland  | 6:2 (4:0) |
| 29.06.1933 | Kaunas    | Litauen  | – | Schweden | 0:2 (0:0) |
|            |           | Estland  | – | Schweden | 0:2 1     |

### Gruppe 2
| Datum      |          | Ergebnis  |          | Ort      |
| ---------- | -------- | --------- | -------- | -------- |
| 11.03.1934 | Spanien  | 9:0 (3:0) | Portugal | Madrid   |
| 18.03.1934 | Portugal | 1:2 (1:2) | Spanien  | Lissabon |
| Gesamt:    | Spanien  | 11:10     | Portugal |          |

### Gruppe 3
| Datum      |              | Ergebnis    |              | Ort     |
| ---------- | ------------ | ----------- | ------------ | ------- |
| 25.03.1934 | Italien      | 4:0 (2:0)   | Griechenland | Mailand |
| -          | Griechenland | ausgefallen | Italien      | -       |
| Gesamt:    | Italien      | 4:0         | Griechenland |         |

Nachdem man im Hinspiel gegen die Italiener deutlich mit 0:4 unterlegen war, verzichtete Griechenland auf das Rückspiel auf heimischen Boden. Grund hierfür ist die Tatsache, dass die italienischen Offiziellen dem griechischen Verband insgesamt 700.000 Drachmen zahlten, um auf das Rückspiel in Athen zu verzichten, das die Italiener wegen der langen Anreise in der WM-Vorbereitung gestört hätte.

### Gruppe 4
| Pl. | Land       | Sp. | S | U | N | Tore    | Diff. | Punkte |
| --- | ---------- | --- | - | - | - | ------- | ----- | ------ |
| 1.  | Ungarn     | 2   | 2 | 0 | 0 | 008:200 | +6    | 04:0   |
| 2.  | Österreich | 1   | 1 | 0 | 0 | 006:100 | +5    | 02:0   |
| 3.  | Bulgarien  | 3   | 0 | 0 | 3 | 003:140 | −11   | 0:60   |

Spielergebnisse:
| 25.03.1934 | Sofia    | Bulgarien  | – | Ungarn    | 1:4 (1:1) |
| 25.04.1934 | Wien     | Österreich | – | Bulgarien | 6:1 (3:0) |
| 29.04.1934 | Budapest | Ungarn     | – | Bulgarien | 4:1 (1:0) |

Die übrigen Spiele wurden wegen Irrelevanz nicht mehr ausgetragen.

### Gruppe 5
Nach der Hinspielniederlage zuhause trat die polnische Mannschaft nicht zum Rückspiel an, da sie von ihrer Regierung keine Reisegenehmigung erhielt. Grund waren Grenzstreitigkeiten zwischen beiden Staaten (Olsagebiet). Das Spiel wurde daraufhin mit 2:0 zugunsten der Tschechoslowakei gewertet.
| Datum      |                  | Ergebnis  |                  | Ort      |
| ---------- | ---------------- | --------- | ---------------- | -------- |
| 15.10.1933 | Polen            | 1:2 (0:1) | Tschechoslowakei | Warschau |
| 15.04.1934 | Tschechoslowakei | 12:0 1    | Polen            | Prag     |
| Gesamt:    | Polen            | 1:4       | Tschechoslowakei |          |

### Gruppe 6
Das Spiel um den Gruppensieg zwischen der Schweiz und Rumänien endete ursprünglich unentschieden (2:2 (0:1)). Da Rumänien in dieser Begegnung einen nicht spielberechtigten Akteur einsetzte, wurde das Ergebnis nachträglich am Grünen Tisch mit 2:0 Toren und 2:0 Punkten für die Schweiz gewertet.
| Pl. | Land        | Sp. | S | U | N | Tore    | Diff. | Punkte |
| --- | ----------- | --- | - | - | - | ------- | ----- | ------ |
| 1.  | Schweiz     | 2   | 1 | 1 | 0 | 004:200 | +2    | 03:10  |
| 2.  | Rumänien    | 2   | 1 | 0 | 1 | 002:300 | −1    | 02:20  |
| 3.  | Jugoslawien | 2   | 0 | 1 | 1 | 003:400 | −1    | 01:30  |

| 24.09.1933 | Belgrad | Jugoslawien | – | Schweiz  | 2:2 (0:0) |
| 29.10.1933 | Bern    | Schweiz     | – | Rumänien | 2:0 1     |

### Gruppe 7
| Pl. | Land               | Sp. | S | U | N | Tore    | Diff. | Punkte |
| --- | ------------------ | --- | - | - | - | ------- | ----- | ------ |
| 1.  | Niederlande        | 2   | 2 | 0 | 0 | 009:400 | +5    | 04:0   |
| 2.  | Belgien            | 2   | 0 | 1 | 1 | 006:800 | −2    | 01:30  |
| 3.  | Irischer Freistaat | 2   | 0 | 1 | 1 | 006:900 | −3    | 01:30  |

Spielergebnisse:
| 25.02.1934 | Dublin    | Irland      | – | Belgien     | 4:4 (1:3) |
| 08.04.1934 | Amsterdam | Niederlande | – | Irland      | 5:2 (1:1) |
| 28.04.1934 | Antwerpen | Belgien     | – | Niederlande | 2:4 (0:0) |

### Gruppe 8
Zunächst sollten alle drei Mannschaften je ein Spiel gegen die beiden anderen Mannschaften austragen, wobei jede Mannschaft ein Heim- und Auswärtsspiel haben sollte. Vermutlich auf Initiative von Luxemburg, das sich keine Chance auf die Qualifikation ausrechnete, sollten beide Spiele gegen Luxemburg in Luxemburg stattfinden, um trotz der Niederlagen einen finanziellen Erfolg zu haben. Da sich die beiden besten Mannschaften der Gruppe qualifizieren würden, wäre das Spiel zwischen Deutschland und Frankreich, zwischen denen politische Spannungen bestanden, dann nicht notwendig.  Nachdem die Mannschaften Deutschlands und Frankreichs dann auch ihre Spiele gegen Luxemburg gewonnen hatten, wurde das Spiel um den Gruppensieg wegen Irrelevanz nicht mehr ausgetragen.
| Pl. | Land        | Sp. | S | U | N | Tore    | Diff. | Punkte |
| --- | ----------- | --- | - | - | - | ------- | ----- | ------ |
| 1.  | Deutschland | 1   | 1 | 0 | 0 | 009:100 | +8    | 02:0   |
| 2.  | Frankreich  | 1   | 1 | 0 | 0 | 006:100 | +5    | 02:0   |
| 3.  | Luxemburg   | 2   | 0 | 0 | 2 | 002:150 | −13   | 0:40   |

Spielergebnisse:
| 11.03.1934 | Luxemburg | Luxemburg   | – | Deutschland | 1:9 (1:5)   |
| 15.04.1934 | Luxemburg | Luxemburg   | – | Frankreich  | 1:6 (0:2)   |
|            |           | Deutschland | – | Frankreich  | ausgefallen |

## Südamerika
In Südamerika sollte in zwei Zweiergruppen gespielt werden. Da jedoch Peru und Chile auf die Teilnahme verzichteten, qualifizierten sich Brasilien und Argentinien ohne Qualifikationsspiele für die Weltmeisterschaft.

### Gruppe 9
|           | Ergebnis |                                           |
| --------- | -------- | ----------------------------------------- |
| Brasilien |          | Peru verzichtete aus finanziellen Gründen |

### Gruppe 10
|             | Ergebnis |                                                |
| ----------- | -------- | ---------------------------------------------- |
| Argentinien |          | Chile verzichtete aus verbandsinternen Gründen |

## Nord- und Mittelamerika
Die vier angetretenen Mannschaften spielten in einer Gruppe über drei Runden. In Runde 1 und 2 wurden jeweils drei Spiele ausgetragen, die 3. Runde wurde in einem Spiel entschieden. Die Mannschaft der USA konnte sich letztendlich durchsetzen.

### Gruppe 11

#### Runde 1
| Pl. | Land  | Sp. | S | U | N | Tore    | Diff. | Punkte |
| --- | ----- | --- | - | - | - | ------- | ----- | ------ |
| 1.  | Kuba  | 3   | 2 | 1 | 0 | 010:200 | +8    | 05:10  |
| 2.  | Haiti | 3   | 0 | 1 | 2 | 002:100 | −8    | 01:50  |

Spielergebnisse:
| 28.01.1934 | Port-au-Prince | Haiti | – | Kuba | 1:3 (0:1) |
| 01.02.1934 | Port-au-Prince | Haiti | – | Kuba | 1:1 (1:0) |
| 04.02.1934 | Port-au-Prince | Haiti | – | Kuba | 0:6 (0:3) |

#### Runde 2
| Pl.             | Land   | Sp. | S | U | N | Tore    | Diff. | Punkte |
| --------------- | ------ | --- | - | - | - | ------- | ----- | ------ |
| 1.              | Mexiko | 3   | 3 | 0 | 0 | 012:300 | +9    | 06:0   |
| 2.              | Kuba   | 3   | 0 | 0 | 3 | 003:120 | −9    | 0:60   |
| Stand: Endstand |        |     |   |   |   |         |       |        |

Spielergebnisse:
| 04.03.1934 | Mexiko-Stadt | Mexiko | – | Kuba | 3:2 (3:1) |
| 11.03.1934 | Mexiko-Stadt | Mexiko | – | Kuba | 5:0 (3:0) |
| 18.03.1934 | Mexiko-Stadt | Mexiko | – | Kuba | 4:1 (2:1) |

#### Runde 3
Spielergebnis:
| Datum      |     | Ergebnis  |        | Ort |
| ---------- | --- | --------- | ------ | --- |
| 24.05.1934 | USA | 4:2 (2:1) | Mexiko | Rom |

## Naher Osten
Aufgrund des Rückzugs der Türkei blieben mit Ägypten und Palästina nur zwei Mannschaften übrig, die um den einzigen Startplatz für die WM-Endrunde kämpften. Ägypten konnte sich in zwei Spielen durchsetzen.

### Gruppe 12
| Pl. | Land                   | Sp. | S | U | N | Tore    | Diff. | Punkte |
| --- | ---------------------- | --- | - | - | - | ------- | ----- | ------ |
| 1.  | Ägypten                | 2   | 2 | 0 | 0 | 011:200 | +9    | 04:0   |
| 2.  | Palästina/Eretz Israel | 2   | 0 | 0 | 2 | 002:110 | −9    | 0:40   |
| 3.  | Türkei                 | 0   | 0 | 0 | 0 | 000:000 | ±0    | 0:0    |

Türkei zurückgezogen
Spielergebnisse:
| 16.03.1934 | Kairo     | Ägypten                | – | Palästina/Eretz Israel | 7:1 (4:0) |
| 06.04.1934 | Jerusalem | Palästina/Eretz Israel | – | Ägypten                | 1:4 (0:4) |

## Torjäger
|     | Name                     | Tore |
| --- | ------------------------ | ---- |
| 1.  | Isidro Lángara           | 7    |
|     | Mario López              | 7    |
|     | Dionisio Mejía           | 7    |
| 4.  | Mahmoud Mokhtar El-Tetsh | 5    |
|     | Paddy Moore              | 5    |
| 6.  | Beb Bakhuys              | 4    |
|     | Aldo Donelli             | 4    |
|     | Jean Nicolas             | 4    |
|     | Josef Rasselnberg        | 4    |
| 10. | Manuel Alonso            | 3    |
|     | Karl Hohmann             | 3    |
|     | Johann Horvath           | 3    |
|     | Mohamed Latif            | 3    |
|     | Kick Smit                | 3    |